# Leif Marius Hagemoen
Leif Marius Hagemoen (* 16. März 1995) ist ein ehemaliger norwegischer Skispringer.

## Werdegang
Hagemoen begann seine internationale Karriere beim Junioren-Springen am 8. März 2009 in Lahti. Nachdem es international zwei Jahre lang nichts von ihm zu sehen gab, startete er im Dezember 2011 bei zwei Springen in Notodden im Rahmen des FIS-Cups, bei denen er den 12. und den 20. Rang erzielte.
2012 gewann Hagemoen bei den Norwegischen Meisterschaften in Voss die Goldmedaille im Team gemeinsam mit Fredrik Bjerkeengen, Robert Johansson und Kenneth Gangnes. Beim Skisprung-Weltcup im norwegischen Lillehammer war er als Vorspringer aktiv und verletzte sich beim Sprung. Trotz der Verletzung ging er zwei Wochen später beim Norges Cup in Vikersund an den Start und sprang in beiden Wettbewerben auf den 12. Platz.
Leif Marius Hagemoen hat mit Jenny Synnøve Hagemoen und Bjørn Einar Hagemoen zwei Geschwister, die ebenfalls in diesem Sport aktiv waren. Auf dem Smebybakken, einer K30 Schanze in Dokka, hält er dabei mit seiner Schwester den gemeinsamen Schanzenrekord von 31,5 Metern, jeweils aufgestellt am 28. Januar 2007.

## Erfolge

### FIS-Cup-Platzierungen
| Saison  | Platz | Punkte |
| ------- | ----- | ------ |
| 2011/12 | 144.  | 33     |